# Stefania Belmondová
Stefania Belmondová, nepřechýleně Belmondo (* 13. ledna 1969, Vinadio), je bývalá italská běžkyně na lyžích. Je dvojnásobnou olympijskou vítězkou a čtyřnásobnou mistryní světa. Je držitelkou deseti olympijských medailí a druhou nejúspěšnější Italkou v historii olympijských her, hned po rychlobruslařce Arianně Fontanaové. S 23 vítězstvími ve Světovém poháru je nejúspěšnější Italkou všech dob na světovém okruhu.

## Závodní kariéra
V italské reprezentaci debutovala na mistrovství světa v roce 1987 a o rok později startovala na olympiádě v Calgary. Výrazněji se prosadila o rok později, když poprvé vyhrála závod Světového poháru a v celkovém hodnocení skončila druhá.
Na zimní olympiádě v roce 1992 získala svoje první zlato na 30 km. O rok později na mistrovství světa obhájila titul nejlepší ženy na této distanci a přidala také zlato ve stíhacím závodě. Po sezóně se podrobila dvěma operacím pravé nohy a její další kariéra byla ohrožena. Stihla se však ještě připravit na ZOH 1994 v Lillehammeru, odjížděla ovšem zklamaná po zisku dvou bronzových medailí. Nedala na doporučení lékaře a rozhodla se v kariéře pokračovat. V dalších letech pravidelně získávala medaile ze světových šampionátů v individuálních závodech i se silnou italskou štafetou (většinou s Manuelou Di Centaovou, Sabinou Valbusovou a Gabriellou Paruzziovou). Jejím nejlepším vystoupením bylo mistrovství světa v roce 1999, kde vybojovala dvě zlaté individuální medaile. Na závěr své kariéry přidala kompletní medailovou sbírku z olympiády v Salt Lake City v roce 2002 a třetí místo v celkovém hodnocení Světového poháru.
Při slavnostním zahájení Zimních olympijských her 2006 v Turíně v jejím rodném kraji Piemont se jí dostalo pocty zapálit olympijský oheň.

## Úspěchy

### ZOH
- 1992 Albertville: zlato v závodě na 30 km, stříbro ve stíhacím závodě, bronz ve štafětě
- 1994 Lillehammer: 2× bronz – ve stíhacím závodě, ve štafetě
- 1998 Nagano: stříbro v závodě na 30 km, bronz ve štafetě
- 2002 Salt Lake City: zlato v závodě na 15 km, stříbro v závodě na 30 km, bronz v závodě na 10 km

### Mistrovství světa
- 1991 Val di Fiemme: stříbro ve štafetě, bronz v závodě na 15 km
- 1993 Falun: 2× zlato – ve stíhacím závodě, v závodě na 30 km, stříbro ve štafetě
- 1997 Trondheim: 4× stříbro – ve stíhacím závodě, v závodě na 5 km, na 15 km, na 30 km
- 1999 Ramsau: 2× zlato – ve stíhacím závodě, v závodě na 15 km, stříbro ve štafetě
- 2001 Lahtii: bronz ve štafetě

## Rodina a mimosportovní život
Pochází z rodiny Albina a Aldy Belmondových z Pontebernarda, místní části obce Pietraporzio v provincii Cuneo, v blízkosti průsmyku Colle della Maddalena. Její otec Albino Belmondo pracoval jako správce elektrárny Enel, zároveň byl amatérský tesař a vyřezal Stefanii dřevěné lyže, na kterých ve třech letech začínala s lyžováním. Má  sestru Manuelu, narozenou v roce 1967, a bratra Enrica, narozeného v roce 1974.
11. června 1994 se vdala za Davida Casagrandeho. Po skončení kariéry jí italská lyžařská federace nabídla místo trenérky v Trentinu. Rozhodla se ale zůstat v domovském Valle Stura di Demonte, kde stále chodí brzy ráno pěšky a jezdí kilometry na kole, nejlépe do kopce. Několik let pracovala jako odborná komentátorka pro televizi RAI (komentovala MS ve Val di Fiemme v roce 2003, ZOH 2006 v Turíně, MS v Sapporu v roce 2007, MS v Oberstdorfu v roce 2005 kvůli narození syna zmeškala). S manželem má dva syny – Mathias se narodil v září 2003, Lorenzo v únoru 2005. Po narození synů začala pracovat v kasárnách Carabinieri Forestali v Cuneo jako převážně administrativní pracovnice. V roce 2017 se s manželem rozvedli.